# Ilse Kuklinski
Ilse Kuklinski (* 15. Januar 1926 in Königsberg, Ostpreußen) ist eine deutsche Schauspielerin.

## Leben
Ilse Kuklinski war ab Ende der 1950er Jahre in mehreren DEFA-Produktionen zu sehen. Ab dem Jahr 1962 folgte eine Schaffenspause. 
Sie war verheiratet mit dem Schauspieler Albert Garbe. Nach dem Tod ihres Mannes war sie ab 1976 sporadisch unter dem Namen Kucki Garbe schauspielerisch aktiv.

## Filmografie
- 1959: Tote Seelen (Fernsehfilm)
- 1959: Der kleine Kuno
- 1959: Senta auf Abwegen
- 1960: Papas neue Freundin (Fernsehfilm)
- 1961: Kater Lampe (Fernsehfilm)
- 1962: Spuk (Fernsehfilm)
- 1976: Heimkehr in ein fremdes Land (Miniserie)
- 1977: Der rasende Roland (Fernsehfilm)
- 1977: Der Staatsanwalt hat das Wort (Fernsehserie, 1 Episode)